# Hereditäre Folat-Malabsorption

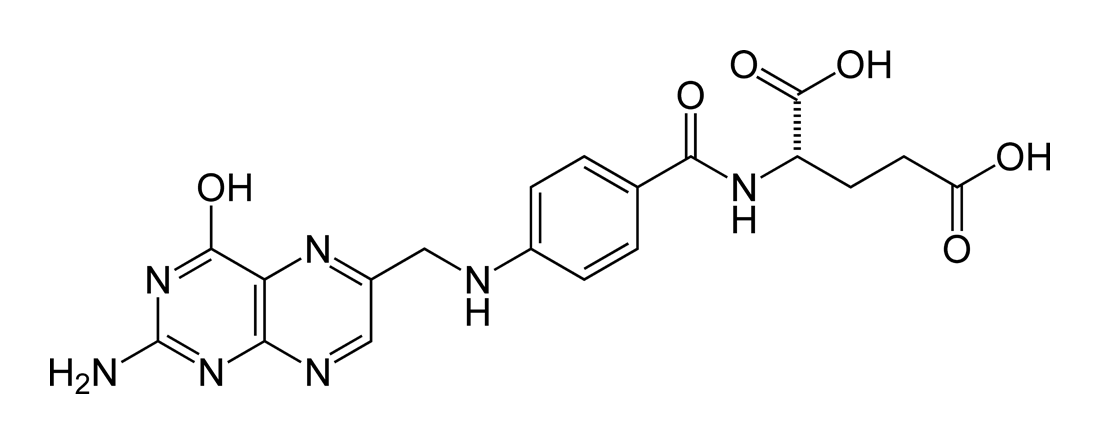
Die Strukturformel von Folsäure.
Bei der hereditären Folat-Malabsorption wird das Gehirn nicht mehr ausreichend mit Folsäure versorgt.

Die hereditäre Folat-Malabsorption, auch kongenitale Folat-Malabsorption (lateinisch Malabsorption ‚schlechte Aufnahme‘) ist eine äußerst seltene, autosomal-rezessiv vererbte, Erkrankung.

## Genetik und Ätiologie
Für die hereditäre Folat-Malabsorption ist ein Defekt im PCFT-Gen (SLC46A1) verantwortlich, das für einen protonen-abhängigen Folat-Transporter kodiert. Das betroffene Gen liegt auf Chromosom 17, Genlocus q11.2. Durch eine Mutation im PCFT-Gen ist das Genprodukt – ein Folat-Transporter – in seiner Funktion eingeschränkt. Der für das Gehirn so wichtige Transport von Folsäure über die Endothelien der Blut-Hirn-Schranke ist dadurch erheblich eingeschränkt und das Gehirn wird mit Folsäure unterversorgt.
In den bisher bekannten Fällen liegen bei den Eltern der betroffenen Kinder blutsverwandtschaftliche Verhältnisse (beispielsweise Kreuzcousinenheirat) vor, die für einen autosomal-rezessiven Erbgang sprechen.
Die Erkrankung ist äußerst selten. Bisher wurden weltweit etwa 20 Fälle, die meisten bei weiblichen Patienten, beschrieben.
Die hereditäre Folat-Malabsorption wurde erstmals 1965 beschrieben.

## Symptome und Therapie
Die Symptome der hereditären Folat-Malabsorption sind vor allem epileptische Anfälle und mentale Retardatierung und treten schon in früher Kindheit auf. Im unbehandelten Zustand verläuft die Erkrankung tödlich. Bei zu später Supplementation können die neurologischen Schäden nicht mehr rückgängig gemacht werden.
Wird die Erkrankung rechtzeitig erkannt, so können die Symptome durch parenterale Gabe von Folaten oder durch hochdosierte orale Gabe von Folaten, weitgehend unterdrückt werden. Eine Heilung ist zurzeit nicht möglich.